# Mattias Hargin
Mattias Hargin (* 7. Oktober 1985 in Stockholm) ist ein ehemaliger schwedischer Skirennläufer. Er war auf die Disziplin Slalom spezialisiert. Der jüngere Bruder von Janette Hargin und Christine Hargin gewann ein Weltcuprennen und drei Medaillen bei Weltmeisterschaften.

## Biografie
Die ersten FIS-Rennen bestritt Hargin im Januar 2001. Im Dezember 2003 folgte der erste Einsatz in einem Europacup-Rennen. Einen ersten Erfolg verzeichnete er im März 2004 als Zweiter der schwedischen Juniorenmeisterschaften. Bei den Junioren-Weltmeisterschaften 2005 gewann er die Silbermedaille im Slalom. Im selben Jahr nahm er auch an den Weltmeisterschaften in Bormio teil, konnte den zweiten Slalomdurchgang aber nicht beenden. In der Europacupsaison 2005/06 gewann er drei Rennen und wurde dreimal Zweiter; damit siegte er in der Slalomwertung vor seinen Landsleuten Anton Lahdenperä und Jens Byggmark und wurde Sechster der Gesamtwertung. In der Europacupsaison 2008/09 konnte er mit zwei Siegen und einem zweiten Platz erneut die Slalomwertung für sich entscheiden.
Am 22. Dezember 2004 fuhr Hargin zum ersten Mal in einem Weltcup-Slalom. Die ersten Weltcuppunkte gewann er aber erst am 7. Januar 2007 als 20. des Slaloms in Adelboden. In der Saison 2008/09 kam er mit sieben Top-10-Platzierungen auf den achten Platz im Slalomweltcup. Bei den Weltmeisterschaften 2009 in Val-d’Isère erreichte Hargin den fünften Slalomrang. In der Saison 2009/10 fuhr Hargin in fünf Weltcuprennen unter die besten zehn, womit er Zehnter im Slalomweltcup wurde. Bei den Olympischen Winterspielen 2010 in Vancouver belegte er den 14. Platz.
Am 6. Januar 2011 erreichte Hargin mit Rang drei im Slalom von Zagreb seinen ersten Podestplatz im Weltcup. Nach dem ersten Lauf lag Hargin nur an 30. Stelle, doch mit der Bestzeit im zweiten Durchgang konnte er noch auf das Podest fahren. Ebenfalls Dritter wurde er am 25. Januar im Nachtslalom auf der Planai in Schladming. Den Slalomweltcup beendete er 2010/11 an siebter Position. Bei den Weltmeisterschaften 2011 in Garmisch-Partenkirchen wurde er Zwölfter in seiner Spezialdisziplin. In der Saison 2011/12 blieben Weltcup-Podestplätze aus. Er fuhr dreimal unter die schnellsten sieben und wurde wie zwei Jahre zuvor Zehnter im Slalomweltcup.
Bei den Weltmeisterschaften 2013 in Schladming gewann Hargin die Silbermedaille im Mannschaftswettbewerb. Am 15. Dezember 2013 erzielte er mit Platz 2 im Slalom von Val-d’Isère sein bisher bestes Weltcupergebnis. Am 25. Januar 2015 feierte er beim Slalom in Kitzbühel den ersten Weltcupsieg seiner Karriere. Allerdings war er bereits zuvor in einem (nur zum Nationencup zählenden) Teambewerb erfolgreich gewesen, und zwar am 25. Februar 2014 in Innsbruck.
Nachdem er am 17. Februar 2019 seinen letzten Weltcupslalom bestritten hatte, kündigte er seinen bevorstehenden Rücktritt vom Spitzensport an; sein letztes Rennen war am 15. März der Teamwettbewerb beim Weltcupfinale in Soldeu.

## Privates
Seine Ehefrau Matilda Rapaport kam am 18. Juli 2016 nach einem Lawinenunglück in Chile ums Leben. Mit seiner Verlobten Lovisa Falkenberg hat er einen im November 2024 geborenen Sohn.
Seine beiden älteren Schwestern Janette Hargin (* 1977) und Christine Hargin (* 1980) waren ebenso als Skirennläuferinnen im Weltcup aktiv, bevor sie zum Freeride wechselten.

## Erfolge

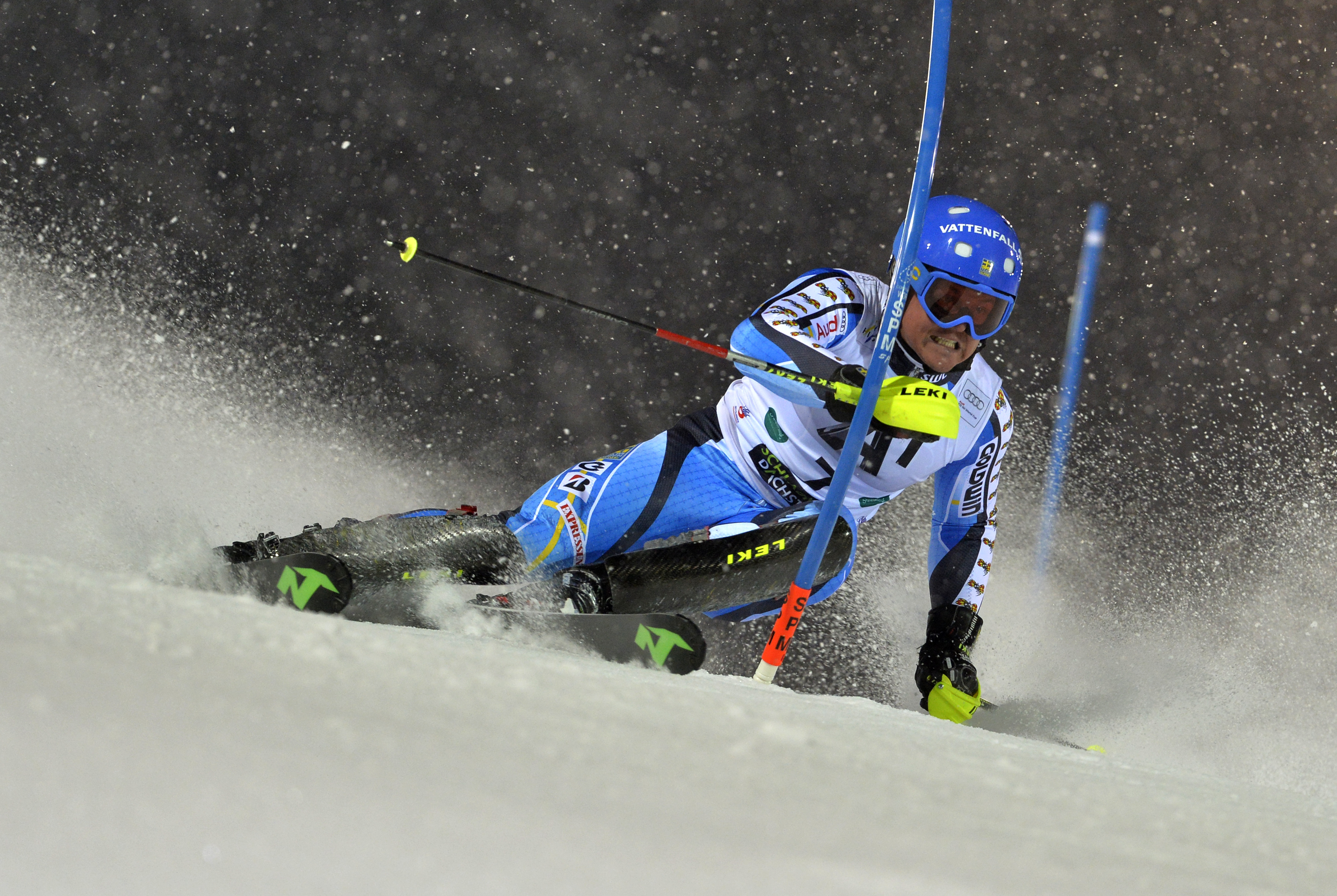
Mattias Hargin beim Weltcupslalom in Schladming 2014

### Olympische Spiele
- Vancouver 2010: 14. Slalom
- Sotschi 2014: 7. Slalom
- Pyeongchang 2018: 5. Mannschaftswettbewerb, 19. Slalom

### Weltmeisterschaften
- Val-d’Isère 2009: 5. Slalom
- Garmisch-Partenkirchen 2011: 12. Slalom
- Schladming 2013: 2. Mannschaftswettbewerb, 9. Slalom
- Vail/Beaver Creek 2015: 3. Mannschaftswettbewerb
- St. Moritz 2017: 3. Mannschaftswettbewerb
- Åre 2019: 5. Mannschaftswettbewerb, 20. Slalom

### Weltcup
- 7 Podestplätze in Einzelrennen, davon 1 Sieg:

| Datum           | Ort       | Land       | Disziplin |
| --------------- | --------- | ---------- | --------- |
| 25. Januar 2015 | Kitzbühel | Österreich | Slalom    |

- 7 Podestplatz bei Mannschaftswettbewerben, davon 3 Siege

### Weltcupwertungen
| Saison  | Gesamt | Gesamt | Slalom | Slalom |
| Saison  | Platz  | Punkte | Platz  | Punkte |
| ------- | ------ | ------ | ------ | ------ |
| 2006/07 | 117.   | 19     | 48.    | 19     |
| 2007/08 | 77.    | 80     | 28.    | 80     |
| 2008/09 | 32.    | 261    | 8.     | 261    |
| 2009/10 | 32.    | 228    | 10.    | 228    |
| 2010/11 | 32.    | 265    | 7.     | 265    |
| 2011/12 | 39.    | 234    | 10.    | 234    |
| 2012/13 | 32.    | 200    | 10.    | 200    |
| 2013/14 | 22.    | 349    | 5.     | 349    |
| 2014/15 | 20.    | 386    | 7.     | 386    |
| 2015/16 | 51.    | 199    | 14.    | 199    |
| 2016/17 | 30.    | 270    | 10.    | 270    |
| 2017/18 | 37.    | 214    | 12.    | 21     |
| 2018/19 | 86.    | 67     | 28.    | 67     |

### Europacup
- Saison 2005/06: 1. Slalomwertung
- Saison 2008/09: 1. Slalomwertung
- Saison 2012/13: 2. Slalomwertung
- 21 Podestplätze, davon 9 Siege

### Juniorenweltmeisterschaften
- Maribor 2004: 8. Kombination, 10. Slalom, 13. Riesenslalom, 20. Abfahrt, 44. Super-G
- Bardonecchia 2005: 2. Slalom, 9. Kombination, 17. Riesenslalom, 32. Super-G, 36. Abfahrt

### Weitere Erfolge
- 2 schwedische Meistertitel (2007, 2017)
- Schwedischer Juniorenmeister im Slalom 2005
- 10 Siege in FIS-Rennen (9× Slalom, 1× Riesenslalom)